# 品川区立城南第二小学校
品川区立城南第二小学校（しながわくりつじょうなんだいにしょうがっこう）は、東京都品川区東品川三丁目にある公立の小学校。

## 概要
品川区立品川小学校と品川区立城南小学校の児童数増加の解消を目的とし昭和13年11月1日に東京市城南第二尋常小学校として両校の5年生から591人が移り開校した。近代に埋め立てられ元は工業地帯だったが現在はマンションに囲まれるような立地である。学校の前には東品川公園が存在する。近年は湾岸部の大規模な開発によるマンションの建設により生徒数が増加し3クラスある学年もある。
品川区の他の小・中学校と同様に、小中一貫教育を推進している。施設分離型連携校は、品川区立東海中学校。

### 併設施設
すまいるスクール城南第二

## 沿革
- 1938年
  - 11月1日 - 開校　
  - 11月7日 - 校舎完成
- 1941年
  - 4月1日 - 東京市城南第二国民学校に校名を変更
  - 7月25日 - 校舎増築
- 1941年9月10日 - プール竣工
- 1943年11月26日 - 屋内体操場落成
- 1944年8月4日 - 東京都西多摩郡瑞穂町へ集団疎開
- 1945年10月25日 - 疎開児童帰校
- 1947年4月1日 - 校名変更　東京都品川区立城南第二小学校
- 1960年4月1日 - 心障学級併設　2学級開設
- 1966年2月18日 - 第1期改築工事竣工　普通教室6　管理室1　保健室1
- 1967年3月3日 - 第2期改築工事竣工　普通教室2　管理室1　準備室3　特別教室3
- 1971年3月3日 - 校舎改築完成　屋内体育館　普通教室3　準備室　その他
- 1974年9月10日 - 増築工事完成　　普通教室3　図工室　心障教室
- 1980年
  - 3月21日 - 増築工事一部完成　普通教室3　図書室　視聴覚室
  - 7月11日 - 屋上プール完成
- 1981年9月8日 - 校庭がダスト舗装される
- 1984年8月30日 - 窓枠がアルミサッシになる。外壁塗装工事。
- 1987年3月11日 - 校舎周囲の塀が完成する。
- 1988年3月11日 - 体育館に電動ステージ設置
- 1989年1月9日 - 校庭を改修する
- 1992年12月10日 - 体育館改修
- 1993年10月30日 - 校舎外壁塗装工事
- 1999年8月30日 - 廊下・階段の塗装工事
- 2001年8月31日 - 視聴覚室にパソコン21台を導入
- 2006年
  - 6月20日 - 屋上プール工事
  - 7月15日 - 電気錠・インターホン設置
  - 8月31日 - 校舎耐震化工事完了
  - 8月8日 - 給食搬入口門扉新装

## 教育目標
よく考える子 
思いやる子
 やりぬく子
じょうぶな子

## 主な行事

### 1学期
- 入学式
- 離任式
- スポーツテスト
- 6年日光移動教室
- 水泳指導
- 5年日光林間学園

### 2学期
- 引き取り訓練
- 運動会
- 学芸会
- 社会科見学
- 音楽会

### 3学期
- 展覧会
- 6年 冬の日光スキー体験教室
- 6年生を送る会
- 卒業式
- 修了式

## 主な出身者
- 久米宏 - 1957年卒、ニュースキャスター

## 交通
- 京急本線 北品川駅より徒歩7分
- 京急本線 新馬場駅より徒歩7分
- りんかい線・東京モノレール 天王洲アイル駅より徒歩12分
- りんかい線 品川シーサイド駅より徒歩12分